# Remake (film, 1987)
Pour les articles homonymes, voir Remake (homonymie).
Pour plus de détails, voir Fiche technique et Distribution.
Remake est un film italien réalisé par Ansano Giannarelli et sorti en 1987.

## Fiche technique
- Réalisation : Ansano Giannarelli
- Scénario : Ansano Giannarelli, Enrica Vitellozzi
- Production : RAI - Radio Televisione Italiana, Reiac Film
- Directeur de la photographie	: Fernando Ciangola
- Musique : Lucio Dalla
- Costumes : Lia Francesca Morandini
- Montage : Fabio Ferranti, Ansano Giannarelli
- Durée : 109 minutes

## Distribution
- Daniela Morelli : Silvia
- Roberto Accornero : Alberto Azzeri
- Paola Onofri : Amica di Alberto
- Maurizio Donadoni : Primo marito di Silvia
- Silli Togni : Liliana
- Sandra Milo
- Jeanne Moreau
- Marina Vlady